# تودور کباکف
تودور کباکف (انگلیسی: Todor Kobakov؛ زادهٔ ۱۹ سپتامبر ۱۹۷۸) تهیه‌کننده موسیقی، تنظیم‌کننده، نوازنده پیانو، موسیقی‌دان و آهنگساز بلغاری‌الاصل اهل کانادا است.
از فیلم‌ها یا مجموعه‌های تلویزیونی که وی در آن‌ها نقش داشته است، می‌توان به شوهر اشاره نمود.